# صلصة حلويات
صلصة الحلويات (بالإنجليزية: Dessert sauce)‏ هي نوع من أنواع الصلصات التي تستخدم للأطباق الحلوة. والتي يتم رشها أو سكبها فوق مختلف أنواع الحلويات، وتستخدم أيضاً لتزيين الصحن. تضيف صلصة الحلويات النكهة، والرطوبة، والملمس واللون للحلويات، وقد تكون مطبوخة أو غير مطبوخة. ويتم إستخدامها بطرق مختلفة لإضافة النكهة وتعزيز العرض المرئي للطبق.

## أصل الكلمة
في المطبخ الفرنسي، غالباً ما يشار إلى صلصات الحلويات باسم الكريمات (crèmes)، بدلاً من الصلصات.

## نظرة عامة
عادةً ما يتم رش صلصة الحلويات أو سكبها فوق مختلف أطباق الحلوى، ويمكن أيضاً رشها أو سكبها على الصحن. من الأمثلة على صلصة الحلويات هي صلصة الكراميل، والكاسترد، والكريمة الإنجليزية، وصلصة الشوكلاتة، وصلصة الدولتشي دي ليتشي، وكذلك الصلصات المُحَضرة من الفاكهة مثل صلصة التوت الأزرق، وصلصة توت العليق، وصلصة الفراولة. ويتم عادةً استخدام الغربال لتصفية صلصة توت العليق من البذور. تستخدم صلصة الحلويات لإضافة النكهة، والرطوبة والملمس واللون إلى الحلويات. وقد تكون مطهوة أو غير مطهوة.
يتم إعداد صلصة الحلويات عادةً مع إضافة مشروبات كحولية، مثل البوربون، والبراندي، والليكير. الحلويات مع هذا النوع من الصلصات يمكن تقديمها مشتعلة، لإن كحول الإيثيل في المشروبات المقطرة يكون قابل للاشتعال. كما يمكن إضافة قطرات من نكهة الليمون إلى الصلصة باعتبارها مسرعة للاشتعال.

## الإستخدامات
يمكن استخدام صلصة الحلويات على العديد من أنواع الحلوى مثل الكيك، والتشيز كيك، والباوند كيك، والمثلجات. كما يمكن إستخدامها لتعزيز الحلويات الجافة والصلبة حيث تتسرب إلى داخل الحلوى، وهو ما يضيف إليها الرطوبة والنكهة.

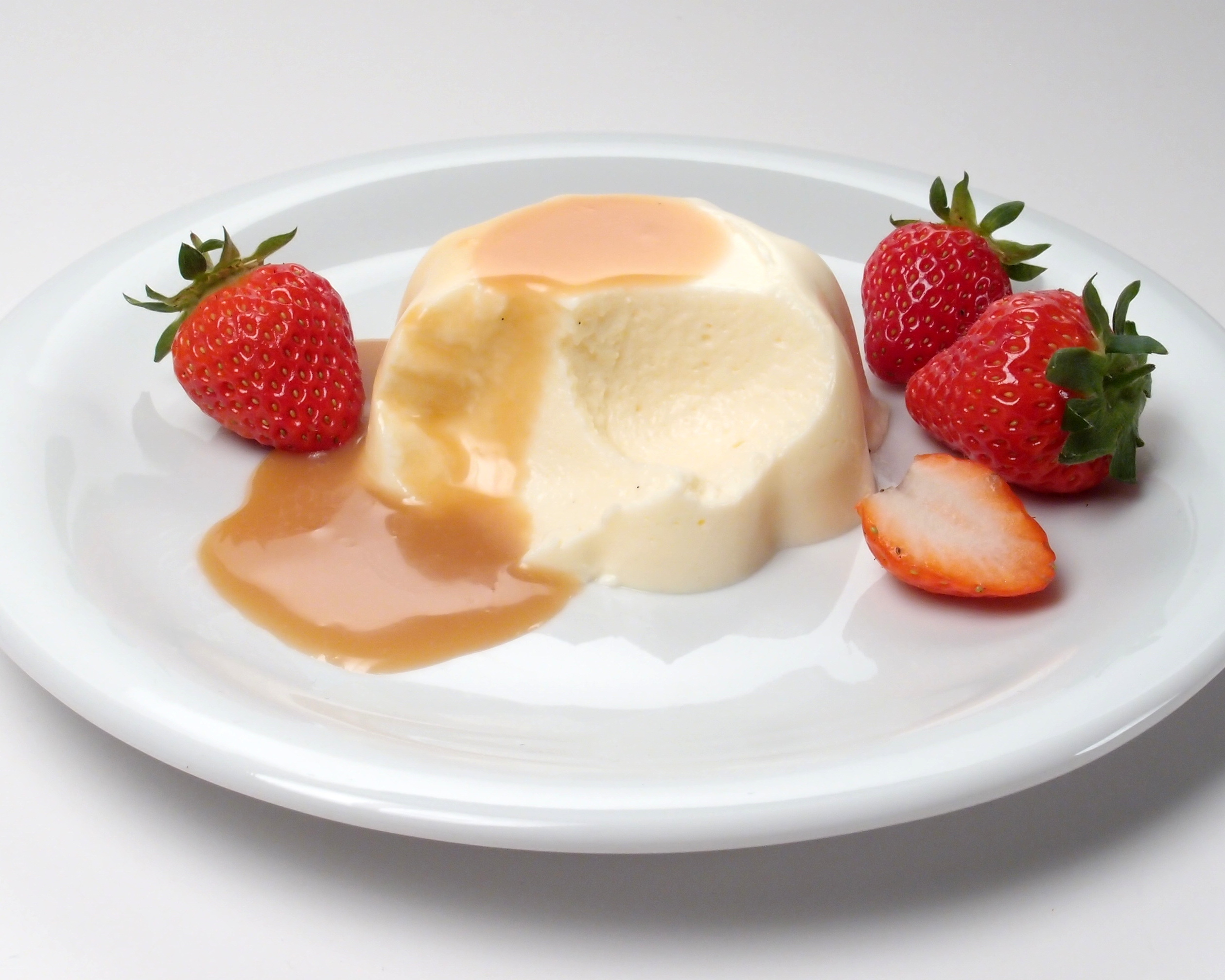
"كريم بافاريان" مع صلصة الكراميل وقطع من الفراولة.
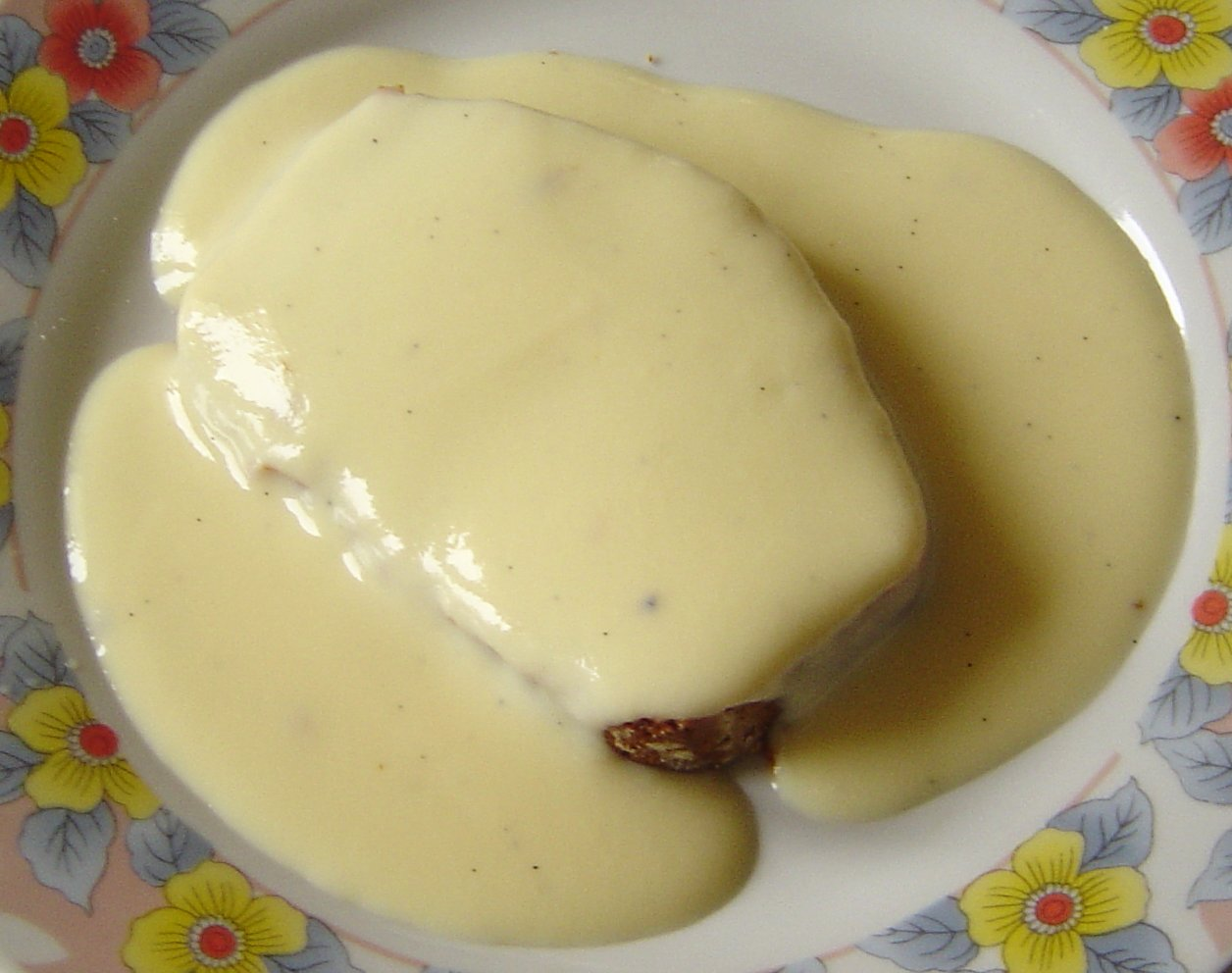
كريمة إنجليزية مسكوبة فوق شريحة من خبز التوابل.
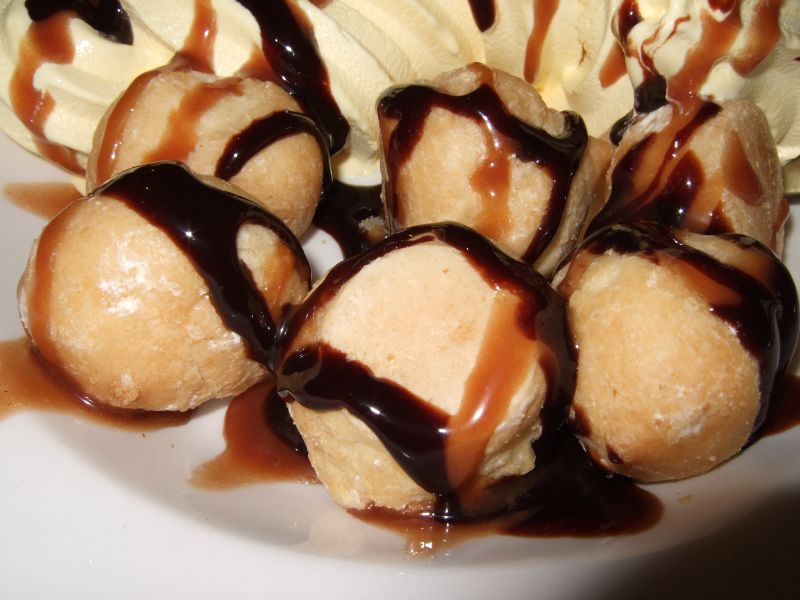
قطع من "البروفيتيروليس" مع صلصتي الشوكلاتة والكراميل على الوجه.
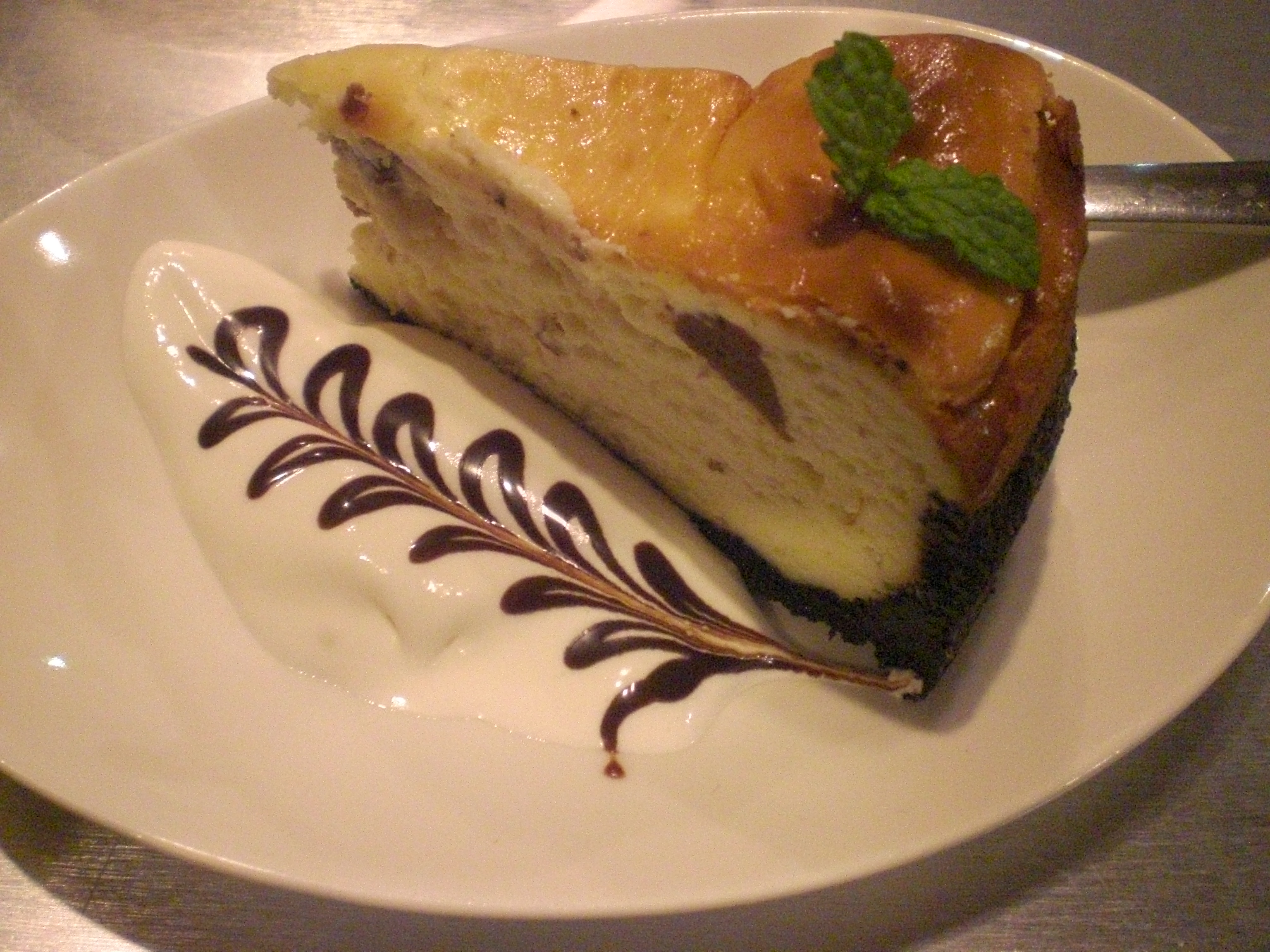
تشيز كيك مقدمة مع كريمة وصلصة شوكولاتة.
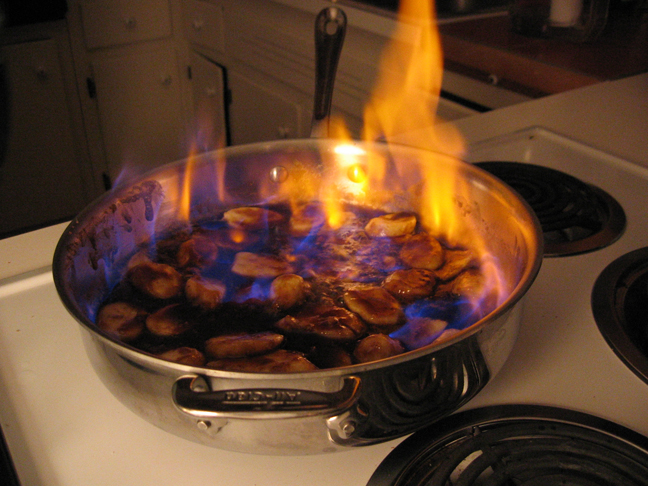
موز مقلي مشتعل بإستخدام إحدى المشروبات الكحولية.

### للتزيين
يمكن استخدام صلصة الحلويات لإضافة فنون بصرية إلى الحلويات، وذلك عن طريق استخدام الصلصة لرسم التصاميم والصور عليها. لكي تبدو جذابة وجميلة ومثيرة للإعجاب. كما يمكن استخدام زجاجة ضغط بلاستيكة مملوءة بالصلصة للمساعدة بالتزيين. تستخدم صلصة الحلويات أيضاً في تزيين الصحون التي توضع عليها الحلويات. ويمكن استخدام عود أسنان أو سكين لعمل تموجات بالصلصة على الصحن وإنشاء تصاميم مختلفة.

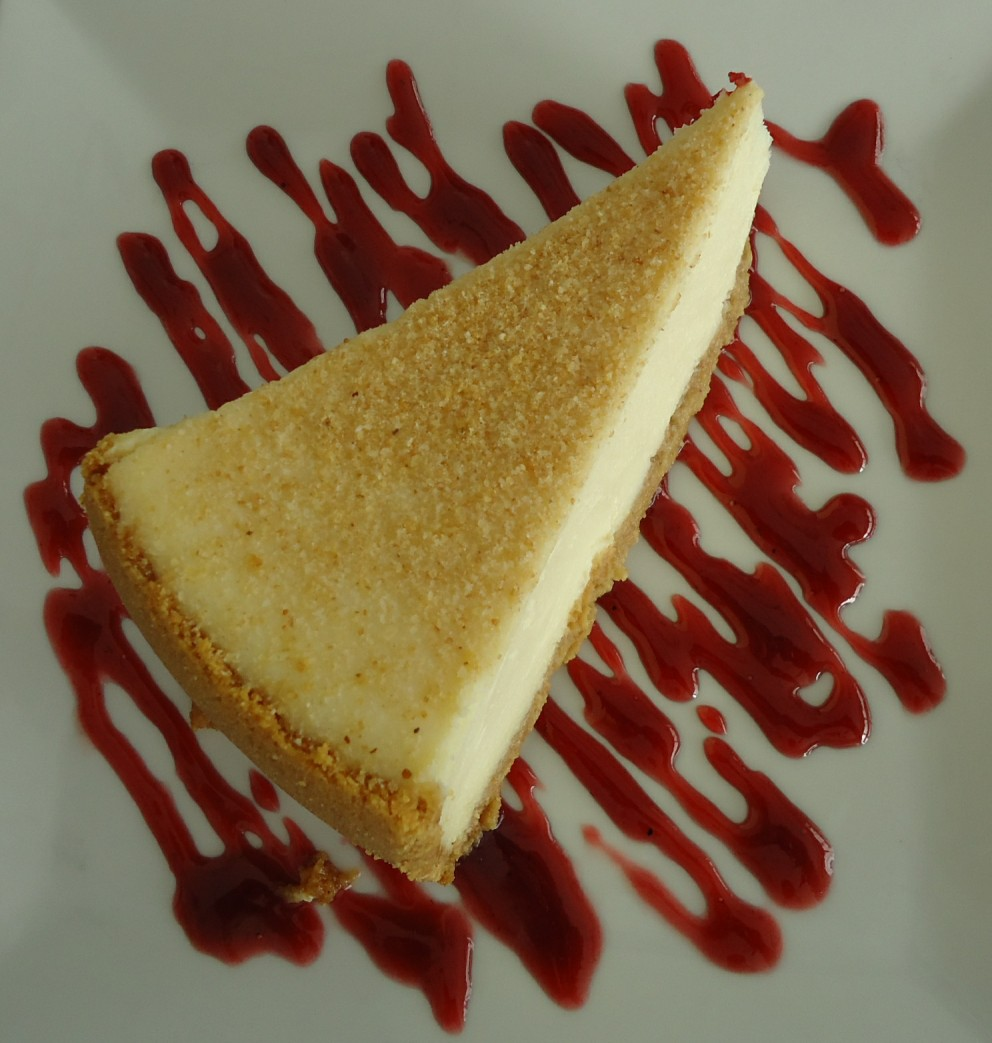
تيشيز كيك مع صلصة حلويات على الطبق.
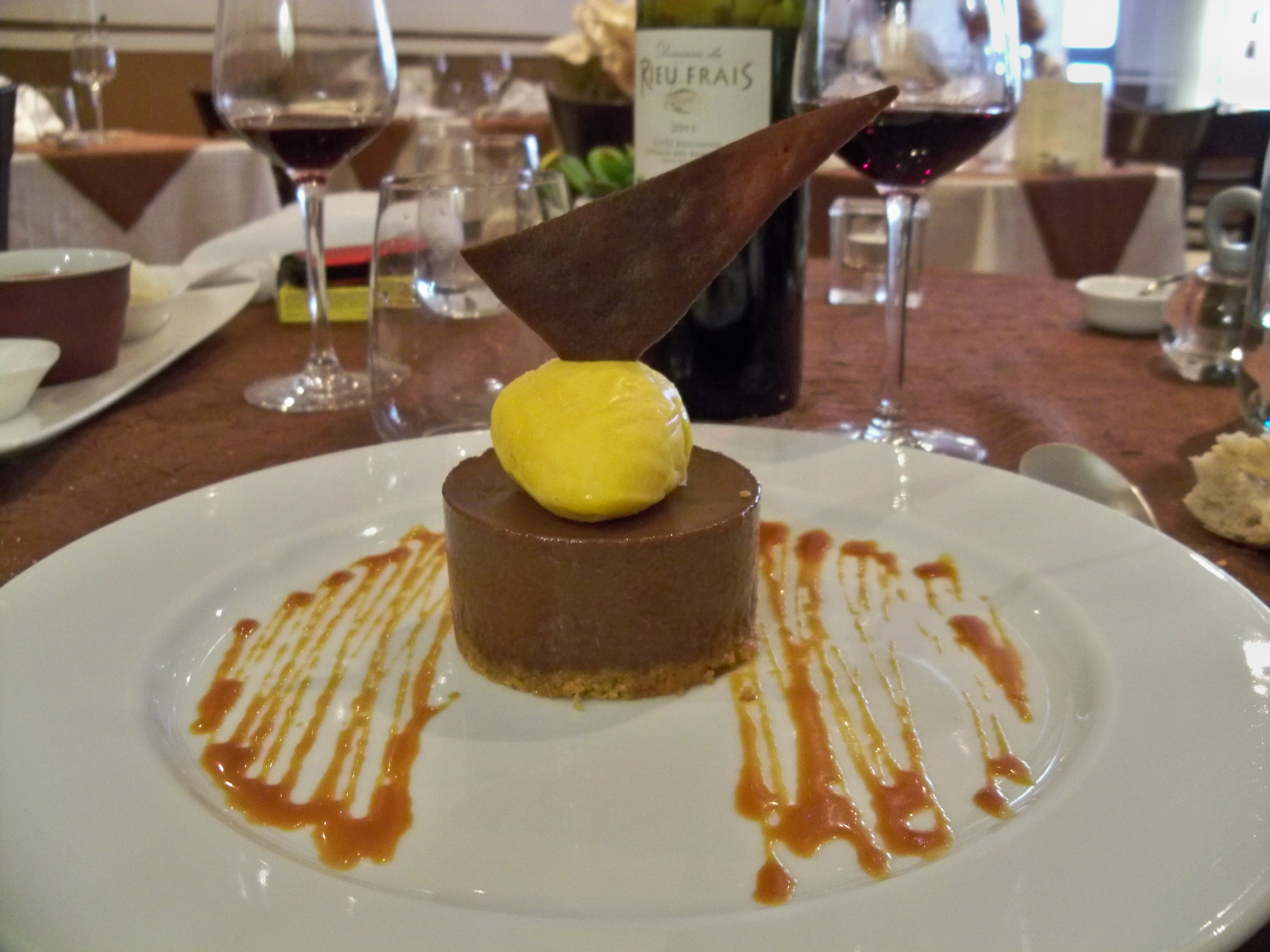
حلوى مع زينة من الكراميل على الطبق.
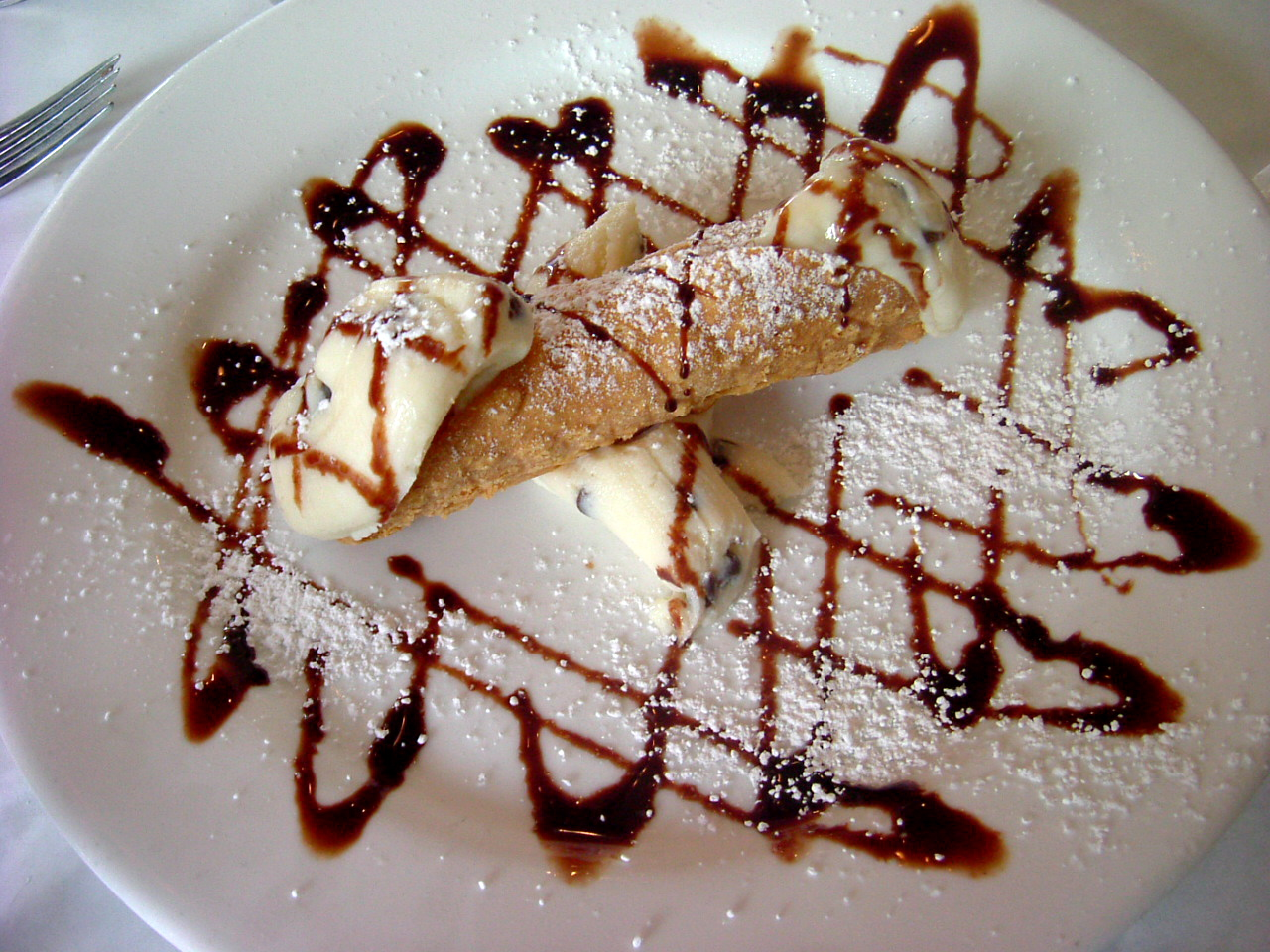
كانولي مع زينة من صلصة الشوكولاتة.
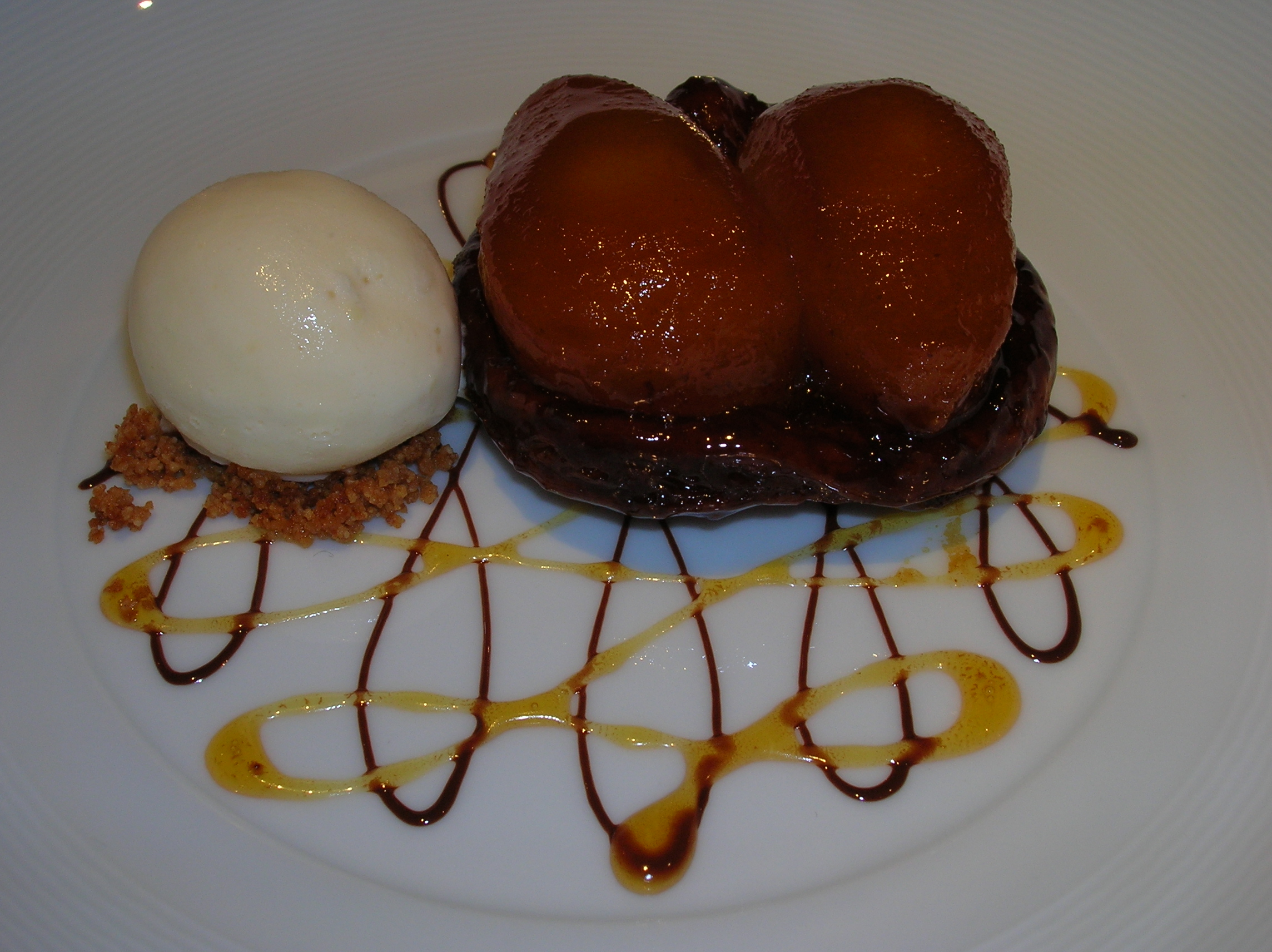
"تارت تاتين" مزين بصلصة الشوكولاتة والكراميل.

## الأصناف التجارية
بعض الشركات تقوم بإنتاج صلصات الحلويات بكميات كبيرة، مثل بريتش شوكار وشركة هيرشي، وبعدها تقوم بتسويقها تحت أسماء تجارية مختلفة. تتوفر هذه المنتجات للمستهلكين عادةً في محلات البقالة والسوبر ماركت.